# Měchenice
Měchenice (en allemand : Miechenitz) est une commune du district de Prague-Ouest, dans la région de Bohême-Centrale, en République tchèque. Sa population s'élevait à 851 habitants en 2020.

## Géographie
Měchenice se trouve sur la rive gauche de la Vltava, à 2 km en aval de sa confluence avec la Sázava, à 7,7 km au sud-est de Černošice et à 20 km au sud du centre de Prague.
La commune est limitée par Vrané nad Vltavou au nord, par la Vltava et la commune de Březová-Oleško à l'est, par Davle au sud, par Klínec à l'ouest et par Trnová au nord-ouest.

## Histoire
La première mention écrite de la localité date de l'an 1000. Měchenice, qui formait un quartier de la commune de Davle, s'en est détachée le 1er janvier 1960 pour former une nouvelle commune.
En raison de sa proximité de la capitale et de son accessibilité par la route, le chemin de fer ou par les bateaux à vapeur circulant sur la Vltava, Měchenice est devenue durant la seconde moitié du XXe siècle un lieu de loisirs populaire et compte de nombreuses résidences secondaires ou maisons de vacances et un terrain de camping.
Les armoiries de la commune ont été adoptées en 1998.

## Transports
Par la route, Měchenice se trouve à 6 km de Černošice et à 23,5 km du centre de Prague.
La commune est desservie par la ligne de le chemin de fer Prague – Vrané nad Vltavou – Dobříš.